# Université Alger 2
Université d'Alger 2 Abou El Kacem Saâdallah, (plus communément appelée « Université d'Alger 2 Bouzaréah »), est une université publique algérienne située à Bouzareah (Wilaya d'Alger) dans le nord du pays.
Créée en 2009 après la division de l'Université d'Alger en trois universités (Université d'Alger, Université d'Alger 2 et Université d'Alger 3).

## Organisation
Les facultés et les instituts composant l'Université d'Alger 2 sont les suivantes :
- Faculté des Sciences Sociales et Humaines ;
- Faculté des Lettres et des Langues ;
- Institut d'Interprétariat (Traduction) ;
- Institut d'Archéologie situé au campus de la Nouvelle Ville de Sidi Abdellah (commune de Mahelma).